# Comanche (серия игр)
Comanche — серия компьютерных игр в жанре аркадного вертолётного авиасимулятора, разработанная компанией NovaLogic.

## История
Первая игра серии являлась первым коммерческим лётным симулятором, использующим технологию воксельной графики. В игре использовался собственный движок компании, Voxel Space, полностью написанный на ассемблере. Воксельная технология позволяла отображать более детализированные и реалистичные ландшафты по сравнению с векторной графикой того времени.
Велись работы по портированию первой части игры на игровую консоль Super Nintendo, с использованием возможностей дополнительного процессора Super FX 2, но впоследствии эта версия игры была отменена.

## Игровой процесс
Игрок пилотирует боевой вертолёт RAH-66 Comanche, выполняя различные военные миссии. В игре используется вид от первого лица, из кабины пилота. Также есть возможность переключения камеры на переднюю часть вертолёта и на вид сзади от 3-го лица.

## Игры серии
За время существования серии было выпущено четыре части игры и несколько наборов дополнительных миссий:
- Comanche: Maximum Overkill (1992)
- Comanche: Global Challenge (1993) — три новых кампании
- Comanche: Over the Edge (1993) — четыре новых кампании
- Comanche CD (1994) — сборник, включающий первую часть игры, два дополнения и 10 новых миссий
- Comanche 2 (1995)
- Werewolf vs Comanche 2.0 (1995) — сборник из двух игр, имеющих совместимый режим многопользовательской игры
- Comanche 3 (1997)
- Comanche Gold (1998) — дополнительные кампании и различные улучшения
- Comanche 4 (2001)  — Разработана на новом игровом движке Black Hawk Engine, в отличие от Voxel Space, на котором разрабатывались предыдущие игры серии, данный движок использовал полигональную, а не воксельную графику. Позднее различные модификации Black Hawk Engine использовались в последующих играх компании.[4]

## Наследие
Comanche 4 стала последней игрой серии в связи с закрытием программы вертолёта RAH-66 Comanche в феврале 2004 года.